# Катастрофа СМ-92 близ Челябинска
Катастрофа СМ-92 близ Челябинска — авиационная катастрофа, произошедшая в воскресенье 13 декабря 2009 года. Транспортный легкомоторный самолёт СМ-92, принадлежащий частному лицу и сданный в аренду авиакомпании «ЧелАвиа» выполнял рейс на десантирование 7 парашютистов близ аэродрома Калачёво (Челябинская область), откуда должен был совершить вылет, а потом посадку, но, в 1,5 километрах, от аэродрома Калачёво, вследствие, с магнитным курсом 360° и углом тангажа 40-50° на пикирование столкнулся с землёй и практически полностью разрушился. Погибли все находившиеся на его борту 8 человек (7 пассажиров — парашютистов и 1 член экипажа — КВС).

## Самолёт

### История самолёта

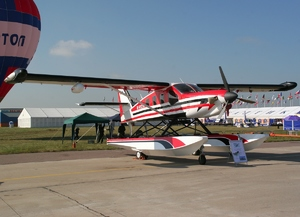
Борт RA-0257G до катастрофы, с бортовым номером RF-01219

СМ-92Т «Турбо-Финист» (регистрационный номер RA-0257G, заводской 02-005, серийный ЕЭВС.02.0377) был выпущен на Смоленском авиационном заводе 20 августа 2004 года, в соответствии с договором № 100/2003 от 24 ноября 2003 года между "ОАО «Смоленский авиационный завод» и директором общества с ограниченной ответственностью «ЧелябТрансАвто», и получил бортовой номер RF- 21 июля 2004 года был передан обществу с ограниченной ответственностью «ЧелябТрансАвто» по Акту приема-передачи. Во время изготовления и передачи самолёта в ООО «ЧелябТрансАвто» частное лицо (зарегистрированное в Тракторозаводском районе города Челябинска) было учредителем и директором «ЧелябТрансАвто». В 2005 году на данном самолёте было изготовлено и испытано поплавковое шасси для самолётов СМ-92. В том же году участвовал в международной аэрокосмической выставке МАКС-2005, где демонстрировался на поплавковом шасси, и на нём совершил полёт. В период с проведения МАКС-2005 до проведения МАКС-2007 был переделан в вариант с обычным (колёсным) шасси. В 2007 году самолёт участвовал в МАКС-2007. 4 мая 2008 года частное лицо, как учредитель ООО «ЧелябТрансАвто», подало заявку региональному уполномоченному представителю Органа по сертификации на сертификацию самолёта СМ-92Т, заводской номер 02-005, как единичного экземпляра самолёта авиации общего назначения (АОН). Из ответа Главного инженера Смоленского авиационного завода от 22 декабря 2009 года № 64/294:
«По вашему запросу сообщаем: самолёт СМ-92Т заводской номер 02-005 выпущен 20.08.2004 г. в следующей комплектации: …
Самолёты в такой комплектации больше не выпускались. Были выпущены самолёты СМ-92Т № 02-006, 02-007, 02-010, 03-001, 03-002, 03-003, имеющие другую комплектацию».
По состоянию на август 2008 года налетал 500 часов. В 2009 году ООО «ЧелябТрансАвто», в соответствии с договором купли-продажи самолёта от 26 января 2009 года, продало воздушное судно СМ-92Т, заводской номер 02-005, частному лицу. 12 февраля у самолёта сменился бортовой номер на RA-0257G. В период с 12 июля 2008 года по 13 марта 2009 года Центр по сертификации авиации общего назначения «Центр по сертификации МА МАИ» провёл работы по оценке соответствия данного самолёта требованиям к ЕЭВС и установил, что самолёт СМ-92Т, заводской номер 02-005, соответствует требованиям федеральных авиационных правил (ФАП) от 17 апреля 2003 года № 118 и может быть допущен к эксплуатации в гражданской авиации Российской Федерации. Из заключения Центра по сертификации авиации общего назначения «Центра по сертификации МА МАИ» № 02/0492 по оценке соответствия ЕЭВС авиации общего назначения установленным требованиям к ЕЭВС от 13 марта 2009 года:
«Самолёт СМ-92Т идентификационный номер ЕЭВС.02.0377, регистрационный № RA-0257G, соответствует требованиям, установленным ФАП „Положение о порядке допуска к эксплуатации ЕЭВС АОН“, утверждёнными приказом МТ РФ от 17 апреля 2003 года № 118, и может быть допущен к эксплуатации в гражданской авиации РФ…».
30 марта 2009 года на самолёт Росавиацией был выдан Сертификат лётной годности ЕЭВС авиации общего назначения № 2152090012 со сроком действия до 13 марта 2010 года. В апреле 2009 года частное лицо передает самолёт СМ-92Т RA-0257G в Общество с ограниченной ответственностью (ООО) "Авиационная компания «ЧелАвиа» по договору аренды воздушного судна от 15 апреля 2009 года. ООО "Авиационная компания «ЧелАвиа» передает по договору № 02-03-09 субаренды воздушных судов от 15 апреля 2009 года самолёт СМ-92Т RA-0257G в некоммерческое партнёрство учебно-тренировочный центр авиации общего назначения (НП УТЦ АОН) "Авиакомпания «ЧелАвиа». 5 мая 2009 года НП УТЦ АОН "Авиакомпания «ЧелАвиа» в соответствии с дополнительным соглашением к договору субаренды воздушных судов № 02-03-09 от 15 апреля 2009 года возвращает самолёт СМ-92Т RA-0257G в ООО "Авиационная компания «ЧелАвиа». В июне 2009 года "Авиационная компания «ЧелАвиа» передает самолёт СМ-92Т RA-0257G Николаю Дудкину (командиру воздушного судна) по доверенности от 2 июня 2009 года с правом выполнять на нем полёты, обслуживать его, и поддерживать в технически исправном состоянии. Из доверенности от 3 июня 2009 года, выданной ООО "Авиационная компания «ЧелАвиа» командиру воздушного судна:
«выполнять полёты на воздушном судне (ЕЭВС) СМ-92Т, регистрационный номер RA-0257G по своему усмотрению в рамках действующих нормативных актов, согласно руководства по летной эксплуатации самолёта СМ-92Т, обслуживать его и поддерживать ВС в технически исправном состоянии согласно РТО ВС СМ-92Т и нормативных норм летной годности самолёта».
Выполнение периодических форм обслуживания самолёта СМ-92Т RA-0257G проводилось в установленные сроки и в объеме требований действующего регламента технического обслуживания авиатехником ООО "Авиационная компания «ЧелАвиа», имеющим сертификат III D № 0025632 техника по самолёту и двигателю самолёта СМ-92Т и сертификат III D № 0057002 по А и РЭО самолёта СМ-92Т, по устной просьбе командира воздушного судна. Из объяснительной записки главного инженера ООО "Авиационная компания «ЧелАвиа» от 23 декабря 2009 года:
«Пооперационные ведомости по периодическим видам технического обслуживания самолёта СМ-92Т утверждены мною по устной просьбе КВС».
В 2009 году данный самолёт принял участие в выставке МАКС-2009. После неё, примерно 29 августа, были демонтированы 5 пассажирских кресел и правое кресло пилота, при том, что эксплуатационно-технической документацией самолёта СМ-92Т RA-0257G его демонтаж не предусмотрен.
Назначенный ресурс самолёта — 1500 часов, 3000 циклов взлёт/посадка и 10 календарных лет. На день катастрофы налетал 536 часов 41 минуту и совершил 1378 циклов взлёт/посадка.

### Оборудование самолёта
Масляная система двигателя самолёта была заправлена маслом Mobil Jet Oil, изготовленным в мае 2005 года. Срок хранения масла Mobil Jet Oil — 10 лет, сертификат соответствия № 0958327 со сроком действия до 21 декабря 2010 года. Из-за малого количества масла (около 100 граммов), слитого с двигателя на месте катастрофы, выполнить его анализ не представилось возможным. В руководстве по лётной эксплуатации (РЛЭ) самолёта СМ-92Т RA-0257G, согласованном с Центром по сертификации малой авиации Московского авиационного института и введённом в действие Руководителем Уральского межрегионального территориального управления воздушного транспорта Федерального агентства воздушного транспорта МТ РФ 2 марта 2009 года, указано, что самолёт, его бортовые системы, двигатель, комплектующие изделия, средства наземного обслуживания и ремонта, а также эксплуатационно-техническая документация соответствуют требованиям авиационных правил АП-23, которые предписывают установку на самолёт, не обладающий заметными естественными признаками приближения к режиму сваливания, устройства световой и звуковой сигнализации предупреждения о приближении ВС к указанному режиму, но самолёт СМ-92Т RA-0257G не обладал заметными естественными признаками приближения к режиму сваливания, а указанными устройствами не был оборудован. Отрывок из авиационных правил АП-23 (Часть 23 «Нормы летной годности гражданских легких самолётов»):
23.207 Предупреждение о приближении сваливания
(a) В прямолинейном и криволинейном полёте с любым заявленным положением закрылков и шасси должно иметься ясное и отчетливое предупреждение о приближении сваливания.
(b) Предупреждение о приближении сваливания может обеспечиваться либо благодаря присущим самолёту аэродинамическим свойствам, либо с помощью устройства, которое будет давать ясно различимое указание в предполагаемых условиях полёта. Однако использование только одного визуального устройства в кабине, требующего внимания членов экипажа, неприемлемо.
Отрывок из руководства по лётной эксплуатации самолёта СМ-92Т RA-0257G (пункт 4.5.5):
«Самолёт не обладает заметными естественными признаками приближения к режиму сваливания в прямолинейном полёте. Управляемость в продольном и путевом каналах сохраняется как на летных, так и на закритических углах атаки. Поперечная управляемость ухудшается лишь на закритических углах атаки».
Самолёт был оборудован УКВ радиостанцией «KY 96A» и УКВ радиостанцией навигационно-связной системы Garmin GNS 340, обе радиостанции были исправны.
Самолёт не был оборудован бортовыми устройствами регистрации (чёрными ящиками).

### Двигатель и винт самолёта
Walter M601Е (заводской номер 891020) был выпущен 20 февраля 1989 года на заводе Walter (Чехословакия). 8 марта 2005 года, в первый раз, был отремонтирован на заводе-изготовителе Walter (Чехия). Больше двигатель не ремонтировался. 24 апреля 2005 года на аэродроме Калачёво был установлен на самолёт СМ-92Т с заводским номером 02-005. Последнее периодическое техническое обслуживание было в период с 29 июля по 31 июля 2009 года по форме Ф5, карта-наряд № 76, совершалось авиатехником ООО "Авиационная компания «ЧелАвиа». Последним техническим обслуживанием являлось сезонное обслуживание (подготовка к осенне-зимней навигации), которое происходило в период с 1 октября по 2 октября 2009 года, карта-наряд № 5, совершалось авиатехником ООО "Авиационная компания «ЧелАвиа». Последнее оперативное техническое обслуживание было 13 декабря 2009 года, его совершал авиатехник ООО "Авиационная компания «ЧелАвиа» (по объяснениям авиатехника ООО "Авиационная компания «ЧелАвиа»). Назначенный ресурс двигателя не установлен. Межремонтный ресурс двигателя составляет 2000 часов, межремонтный срок службы двигателя составляет 5 лет. На день катастрофы, с начала эксплуатации, наработал 3050 часов 4 минуты. А также, после последнего ремонта, 552 часа 4 минуты.
V508E/99B/B2 (заводской номер 93065566) был выпущен в 1979 году на заводе AVIA PROPELLER (Чехословакия). Винт ремонтировался 2 раза. Последний раз винт ремонтировался 22 марта 2005 года на заводе-изготовителе AVIA PROPELLER. Срок службы винта составлял 8000 часов. Наработка винта, с начала эксплуатации, составляла 3027 часов 22 минуты. А также, после последнего ремонта, 529 часов 22 минуты.

## Экипаж

### Экипаж рейса
Экипаж данного рейса состоял из одного члена экипажа:
- Командир воздушного судна (КВС) — Николай Александрович Дудкин. Родился 14 июня 1960 года (49 лет). Является заместителем директора некоммерческого партнёрства учебно-тренировочного центра авиации общего назначения (НП УТЦ АОН) «Авиакомпания „ЧелАвиа“ по лётной работе. В 1985 году окончил Тамбовское высшее военное авиационное училище лётчиков имени М. М. Расковой. Обучение в Авиационном учебном центре гражданской авиации (ГА) научно-коммерческой фирмы (НКФ) „Техноавиа“ по „Программе переподготовки пилотов на самолёте СМ-92Т“ в период с 22 января 2008 года по 24 февраля 2008 года, Свидетельство № СМ92T/Л/1/08. Теоретическое обучение в Федеральном государственном образовательном учреждении дополнительного образования (ФГОУДО) „Уральский учебно-тренировочный центр гражданской авиации“ (официальный сайт Уральского УТЦ ГА [рус.]) („Уральский УТЦ ГА“) на курсах переподготовки пилотов на Ан-2 в период с 22 сентября 2008 года по 18 октября 2008 года. Переучивался в Италии на самолётах компании Tecnam — Р92 Echo Super[англ.], Р92 Echo Super Deluxe, P2002 Sierra[англ.] и P-2002 Sierra Deluxe в октябре 2008 года. Проходил лётное обучение в ФГОУДО „Уральский УТЦ ГА“ на курсах переподготовки пилотов на Ан-2 в период с 10 по 20 декабря 2008 года. Свидетельство № 5368 от 19 января 2009 года. Обучение в ФГОУДО „Уральский УТЦ ГА“ по программе „Первоначальная подготовка пилотов-инструкторов ГА“ в период с 12 января 2009 года по 17 января 2009 года. Свидетельство № 10. Обучение в ФГОУДО „Уральский УТЦ ГА“ по программе „Подготовка приватных преподавателей из числа авиационных специалистов“ в период с 23 марта 2009 года по 29 марта 2009 года. Свидетельство № 3216. Обучение в Авиационном учебном центре ГА НКФ „Техноавиа“ по „Программе курсов повышения квалификации пилотов на самолёте СМ-92Т“ в период с 02 апреля 2009 года по 23 апреля 2009 года. Свидетельство СМ92Т/Л/7/09. По представленным данным, общий налёт КВС составлял 4658 часов 24 минуты, налёт на СМ-92Т 98 часов 21 минут, налет на СМ-92Т в качестве КВС 82 часа 51 минуту. КВС постоянно начал летать на самолёте СМ-92Т RA-0257G с июня 2009 года, после проверки его техники пилотирования летчиком-испытателем летно-испытательного комплекса (ЛИК) НКФ „Техноавиа“. Налёт за последний месяц (декабрь) составлял 1 час 9 минут. Налёт в день катастрофы составлял только 1 минуту. Общее рабочее время КВС в день происшествия составлял 2 часа 35 минут. Последняя проверка теоретической подготовки проводилась 2 апреля 2009 года по 23 апреля 2009 года в Авиационном учебном центре ГА НКФ „Техноавиа“. Последняя проверка техники пилотирования и самолётовождения КВС проводилась 2 июня 2009 года, лётчиком-испытателем ЛИК НКФ „Техноавиа“, после этого КВС постоянно начал летать на самолёте СМ-92Т RA-0257G без перерывов. По предоставленным документам уровень лётной подготовки КВС соответствовал установленным требованиям. На день катастрофы КВС находился в отпуске. Полёт выполнялся по личной инициативе КВС.

### Пассажиры рейса
На борту, кроме КВС, находились семь человек — пассажиров-парашютистов:
- Сергей Бакгоф
- Олег Машкин
- Александр Пушкарёв
- Денис Набокин
- Евгений Саитов
- Анастасия Ломова
- Наталья Литвинова

Шестой пассажир взял с собой видеокамеру „Panasonic“ NV-GS27.

## Хронология событий

### Предыстория катастрофы
КВС находился в очередном отпуске с 28 ноября 2009 года до 18 декабря 2009 года. Отрывок из приказа директора НП УТЦ АОН „Авиакомпания“ ЧелАвиа» № 002-з от 28 ноября 2009 года:
1. Предоставить очередной отпуск с 28.11.2009 г. по 18.12.2009 г. (из расчета отработанного времени) пилоту-инструктору. (КВС).
Во время отпуска с 28 ноября 2009 года по 10 декабря 2009 года Николай Дудкин (Командир воздушного судна (КВС) отдыхал в Таиланде по туристической путёвке. 11 декабря 2009 года после возвращения из Таиланда КВС попросил директора НП УТЦ АОН «Авиакомпания» ЧелАвиа" подписать задания на полёты: на два полёта 12 декабря 2009 года и на два полёта 13 декабря 2009 года, на случай ухода и посадки на запасном аэродроме (для обратного вылета с него), и подать заявки на использование воздушного транспорта на эти полёты. Из объяснительной записки директора НП УТЦ АОН «Авиакомпания» ЧелАвиа" от 16 декабря 2009 года:
«КВС с 28.11.09 находился в отпуске, который частично с 28.11.09 по 10.12.09 провел в тур. поездке в Таиланде. После возвращения из Таиланда, придя в офис компании 11 декабря 2009 г., дал на подпись задание на полёт, на случай ухода на запасной аэродром (для обратного вылета с него), попросил подать заявки на ИВП на 12, 13 декабря для выполнения полётов на своем самолёте, я включил его в наряд на полёты НП УТЦ АОН „Авиакомпания“ ЧелАвиа», так как задания на полёт номерное".

### День катастрофы
12 декабря 2009 года, в период с 05:06 до 05:53, по просьбе пилота самолёта Diamond DA20-100 Katana, КВС выполнил 4 посадки конвейером на самолёте DA-20-100 Katana на правом кресле. Отрывок из объяснительной пилота DA20-100 Katana от 16 декабря 2009 года:
«12 декабря 2009 года я попросил КВС слетать со мной на моём самолёте, чтобы он свежим взглядом оценил мою технику пилотирования и дал замечания и рекомендации».
С 06:18 до 07:39 12 декабря 2009 года КВС на самолёте СМ-92Т RA-0257G выполнил два полёта в районе аэродрома Калачёво на десантирование парашютистов. В первом полёте десантировалось 5 парашютистов, включая один прыжок с парашютом в тандеме (вдвоём), во втором полёте десантировалось 5 парашютистов. После полётов самолёт был дозаправлен 150 литрами, до 880 литров, авиационным керосином РТ. После чего ввел информацию о заправке в расходомер. Отрывок из объяснительной записки авиатехника общества с ограниченной ответственностью «Авиационная компания „Чел Авиа“ от 15 декабря 2009 года:
„В тот день КВС выполнил два полёта. После заруливания на стоянку, КВС попросил заправить самолёт в количестве ста пятидесяти литров. После заправки самолёта …. Ввёл информацию о заправке в расходомер, общая сумма топлива в самолёте составила восемьсот восемьдесят литров“.
13 декабря 2009 года, с 07:00 до 11:00, на аэродроме Калачёво планировались полёты самолётов Челябинского областного аэроклуба РОСТО (позже было переименовано в ДОСААФ России) и НП УТЦ АОН „Авиакомпания“ ЧелАвиа». По договорённости НП УТЦ АОН «Авиакомпания» ЧелАвиа" с Челябинским областным аэроклубом РОСТО лётный день был поделен на две смены: одна, с 9:00 до 13:30 лётная смена, которая принадлежала НП УТЦ АОН «Авиакомпания» ЧелАвиа" и, с 13:30, до захода солнца (16:00) лётная смена, принадлежащая Челябинскому областному аэроклубу РОСТО. Из объяснительной записки диспетчера-информатора (Д-И) от 21 января 2010 года:
«По договоренности с Челябинским областным аэроклубом РОСТО день делился на 2-е летные смены, с 04:00 UTC до 08:30 UTC — 1-я смена, и с 08:30 UTC до захода — 2-я смена. В случае, если ЧОАК РОСТО отказывался от ИВП, АК „ЧелАвиа“ выполняла полёты согласно поданной заявке на ИВП (с 04:00 до захода). 13.12.09 г. АК „ЧелАвиа“ была выделена первая смена (с 04:00 UTC до 08:30 UTC)».
Заявка на ИВП самолёта СМ-92Т RA-0257G для выполнения полётов 13 декабря 2009 года в районе аэродрома Калачёво была подана в органы Управления воздушным движением (УВД) 12 декабря 2009 года через узел связи аэродрома Шагол. Заявкой предусматривалось выполнение парашютных прыжков в пилотажной зоне № 4 аэродрома Калачёво на высотах до 4000 метров в период с 04:00 до 12:00 13 декабря 2009 года. В нарушении пункта 1.1.4.1. Руководства по лётной эксплуатации ЕЭВС АОН самолёта СМ-92Т RA-0257G, планировалось выполнение парашютных прыжков с самолёта, не предназначенного для этих целей. Отрывок из РЛЭ ЕЭВС АОН самолёта СМ-92Т RA-0257G, пункт 1.1.4.1., Тип и назначение самолёта:
Самолёт может быть использован для:
тренировочных полётов;
туристических полётов.
13 декабря 2009 года в 08:15 диспетчер-информатор (Д-И) прибыл на аэродром Калачёво и приступил к самостоятельной подготовке и приему дежурства на рабочем месте на стартовом командном пункте (СКП). КВС прибыл на аэродром в 08:25. В 08:30 КВС у Д-И на СКП ознакомился с прогнозом погоды по аэропорту Челябинск (Баландино) и фактической погодой на аэродроме Калачёво. КВС принял решение на выполнение полётов и расписался в Журнале принятия решения на вылет. Отрывок из объяснительной записки пилота самолёта DA-20-100 Katana от 16 декабря 2009 года:
«Приехали мы (с КВС) на аэродром Калачево примерно в 8:35 и, так как врача еще не было, мы пошли на СКП».
А также из объяснительной записки Д-И от 16 декабря 2009 года:
В процессе подготовки к полётам, подписал полётные задания на ИВП по ПВП экипажам …КВС. Они в свою очередь ознакомились с прогнозом погоды и записались в журнал «Принятия решения на вылет».
В 08:56 Д-И по телефону запросил разрешение на ИВП в единую систему организации воздушного движения (РЦ ЕС ОрВД) Челябинск для выполнения учебно-тренировочных полётов в районе аэродрома и получил условия согласно поданной заявке на использование воздушного пространства. В 9:00 КВС прошёл медицинский контроль. В 9:21 на аэродроме Калачёво начались полёты ВС УТЦ АОН «ЧелАвиа». Отрывок из объяснительной записки Д-И от 16 декабря 2009 года:
«Полёты начали в 9.00 (местное время), о чем доложил в РЦ ЕС ОрВД по телефону. Также сообщил, что начало парашютных прыжков и занятие высоты 4000 м над аэродромом доложу дополнительно».
Отрывок из листа хронометража полётов за 13 декабря 2009 года. Первый взлёт самолёта Р-92 Echo Super, позывной 153, в 09:21. В 9:10-9:20 КВС подошёл к самолёту, находившемуся на открытой стоянке НП УТЦ АОН "Авиакомпания «ЧелАвиа», и попросил авиатехника ООО "Авиационная компания «ЧелАвиа» помочь ему в подготовке самолёта к вылету, а сам стал проводить предполётный осмотр самолёта. Авиатехник ООО "Авиационная компания «ЧелАвиа», имеющий допуск к оперативному техническому обслуживанию самолёта СМ-92Т, выполнил оперативное техническое обслуживание самолёта по С и Д перед полётом. Отрывок из объяснительной авиатехника ООО "Авиационная компания «ЧелАвиа» от 15 декабря 2009 года:
«13.12.09. приблизительно 9:00-9:20, ко мне подошел КВС и попросил помочь в подготовке самолёта к вылету. Я расчехлил самолёт, открыл капоты двигателя, осмотрел агрегаты двигателя, трубопроводы, тяги управления двигателем и ВВ. Все соответствовало техническим требованиям. Проверил количество масла в двигателе, оно соответствовало по щупу семь литров. После осмотра двигателя, произвел слив отстоя топлива с каждой группы, воды и механических примесей визуально не наблюдалось».
КВС, проведя предполётный осмотр самолёта, занял рабочее место в кабине самолёта. В 10:47, с разрешения Д-И, КВС запустил двигатель, выполнил его прогрев и проверку самолётных систем. Комплектующие самолёта работали без замечаний. После прогрева двигателя КВС зафлюгировал винт и разрешил посадку парашютистов в салон самолёта.
В салоне самолёта, сидя на полу, разместилось 7 парашютистов, в том числе один тандем (парашютисты № 1,2), который занял место снятого правого кресла пилота. Схема размещения парашютистов в салоне самолёта составлена на основании записи любительской видеокамеры «Panasonic» NV-GS27 парашютиста № 6, выполненной на стоянке самолёта. Размещение парашютистов на месте снятого правого кресла пилота КВС контролировал на стоянке путем отклонением штурвала «полностью на себя». Из объяснительной тандем-инструктора от 22 декабря 2009 года:
«Лётчик (командир экипажа) следил за размещением парашютистов и запрещал размещаться близко к органам управления (штурвалу) самолёта на месте второго пилота, когда проверял свободный ход штурвала (работа руля высоты)».

### Взлёт
В 10:57:01 Д-И разрешил КВС занятие предварительного старта, а после доклада КВС о занятии предварительного старта разрешил занятие исполнительного старта с магнитным курсом 305º. КВС вырулил на предварительный старт на РД-2 и, развернувшись влево, по ВПП с разворотом на 180º в торце полосы, занял исполнительный старт на расстоянии 12-15 метров от торца ВПП с магнитным курсом 305º. В 10:59:35 Д-И, имея разрешение от РЦ ЕС ОрВД Челябинск на использование высоты 4000 метров в районе аэродрома, по докладу КВС о готовности к взлёту, разрешил взлёт с МК=305º. Из выписки радиообмена между Д-И и КВС:
КВС: «0257, к взлёту готов».
Д-И: «0257, ветер 230 градусов, 5, разрешаю взлёт».
КВС: «взлётаю».
В 10:59:38 КВС начал разбег с выпущенными на 20º закрылками. До момента отрыва самолёт от ВПП и начала набора высоты Д-И визуально контролировал его взлёт. По свидетельству очевидцев, разбег, отрыв самолёта от ВПП произошёл на скорости 120 километров в час. Дальнейший набор высоты произошли без отклонений от стандартной процедуры. Из дополнения к объяснительной записке Д-И от 25 января 2010 года:
«КВС вырулил на ИВПП и занял исполнительный старт приблизительно на расстоянии 12-15 м от торца ИВПП. С этого же места начал разбег на взлёт. Положение закрылков при разбеге не помню. Отрыв от ИВПП произошел на расстоянии 20-25 м от КТА. Набор высоты происходил без видимых отклонений».
Из объяснительной записки пилота самолёта Че-22 «Корвет-Л» от 18 декабря 2009 года:
«Во время парковки „Корвета“ наблюдал взлёт СМ-92Т. Ничего необычного при взлёте не заметил. Отрыв произошёл приблизительно на середине ВПП. В работе двигателя ничего необычного не заметил».
Взлёт выполнялся с максимально возможным темпом набора, о чём свидетельствует проведённые Межгосударственным авиационным комитетом (МАК) расчётам, при работе двигателей на режиме, близком к «Максимально продолжительный», для фактических условий взлёта, располагаемый темп набора высоты на скорости 130 километров в час во взлётной конфигурации составлял 5.5—6 метров в секунду. На высоте 50 метров, в соответствии с рекомендациями РЛЭ, КВС, наиболее вероятно, приступил к уборке закрылков. Уборка закрылков была начата на скорости около 130 километров в час, что существенно ниже рекомендуемой РЛЭ 150 километров в час. Отрывок из РЛЭ самолёта СМ-92Т RA-0257G:
4.3. взлёт и набор высоты 
Пункт 4.3.1. После отрыва с постепенным набором высоты увеличить скорость до 150 км/ч.
Пункт 4.3.2. По достижении скорости 150 км/ч плавно перевести самолёт в набор высоты. На данной скорости и на высоте не менее 50 м убрать закрылки с одновременным увеличением приборной скорости до 175 км/ч…
Время уборки закрылков составляет 8 секунд. Расчеты показали, что уборка закрылков на скорости 120—130 километров в час не приводит к увеличению располагаемой вертикальной скорости набора. Располагаемая вертикальная скорость набора даже снижается. Это объясняется тем, что на данных скоростях полёта снижение лобового сопротивления из-за уборки закрылков полностью компенсируется увеличением индуктивного сопротивления из-за роста потребного угла атаки для создания одной и той же величины подъемной силы. В случае уборки закрылков на скоростях, рекомендуемых РЛЭ, располагаемое значение вертикальной скорости набора после уборки закрылков увеличивается. Вместо уменьшения темпа набора высоты в процессе уборки закрылков и разгона скорости до минимально допустимой величины в крейсерской конфигурации 175 километров в час, КВС увеличил темп набора высоты до 6—6.5 метров в секунду, что превышало располагаемую величину вертикальной скорости набора и привело к потере скорости до, примерно, 125 км/ч. В дальнейшем вертикальная скорость была уменьшена до 4.5 метров в секунду, что привело к разгону до, примерно, 130 километров в час. Расчёты показали, что фактический угол атаки на данном этапе полёта составлял около 16º (угол тангажа более 20º), запас по перегрузке до сваливания 0,1—0,2 единицы. По расчётам разработчика самолёта НФК «Техноавиа», скорость сваливания в крейсерской конфигурации для фактического полётного веса и режима работы двигателя «Максимально продолжительный» составляет 118 км/ч.
Указанная в РЛЭ СМ-92Т величина скорости сваливания в крейсерской конфигурации 128 километров в час, в соответствии с положениями АП-23 и Рекомендательного циркуляра РЦ-23-1, приведена для «нулевой» тяги двигателя, то есть при отсутствии обдува.

### Катастрофа

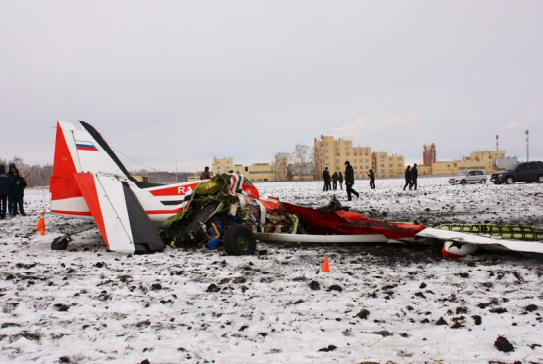
Последствия катастрофы

В интервале времени между 11:00:25—11:00:28, на высоте около 170 метров, произошло сваливание самолёта, которое подтверждается резким изменением путевого угла, а также описанием эволюций самолёта, которые дают очевидцы катастрофы. Сваливание произошло на скоростях, больших скоростей сваливания в горизонтальном полёте с единичной перегрузкой. Это могло быть вызвано следующими причинами:
Манёвр самолёта в вертикальной плоскости с созданием вертикальной перегрузки, превышающей располагаемые запасы;
Начало выполнения разворота с созданием вертикальной перегрузки, превышающей располагаемые запасы;
Быстрое смещение центра тяжести самолёта назад из-за перемещения парашютистов при угле тангажа более 20º, что по расчетам изменяло центровку ВС до 41,1 % средней аэродинамической хорды (САХ). При отвлечении внимания КВС от пилотирования (на парашютистов) данный факт мог привести к быстрому росту угла атаки до закритических значений;
Непреднамеренное вмешательство в управление самолёта (отклонение штурвала на кабрирование тандемом парашютистов при его смещении назад).
Однозначно определить причину выхода самолёта на режим сваливания не представилось возможным, так как самолёт не был оснащён бортовыми самописцами (чёрными ящиками). Наиболее вероятной причиной выхода самолёта на закритические углы атаки является быстрое смещение центровки назад при одновременном отвлечении внимания КВС на события, происходящие в салоне, и возможное воздействие тандема на штурвал. Потеря высоты в процессе вывода самолёта из режима сваливания составляла 50—150 метров. Таким образом, вероятно, перед столкновением с землёй, КВС резко перевел рычаг управления двигателем (РУД) в область реверсных режимов, а непосредственно перед (или в момент) столкновением РУД был переведен в район малого газа (МГ), что вызвало горение лампы индикаторов «УБАВЬ РЕЖИМ», «АВТ.ОГР.РЕЖИМА», «ТМТ ПРЕДЕЛ.» и «РЕВЕРС». Изменение звука работы двигателя при перестановке лопастей воздушного винта перед столкновением с землёй подтверждают показания очевидцев АП. Отсутствие запаса высоты и вероятное смещение парашютистов на органы управления самолёта не позволили КВС вывести самолёт из штопора, и в 11:00:35 самолёт, почти вертикально, столкнулся с землёй. Погибли все находившиеся на борту 8 человек (7 пассажиров — парашютистов и 1 член экипажа — КВС).
Полёт продолжался 57 секунд. Пожара на борту самолёта и на месте катастрофы не было. От начала разбега и до падения самолёта радиосообщений от КВС не поступало.
В момент катастрофы в самолёте работали индикаторы «УБАВЬ РЕЖИМ», «АВТ.ОГР.РЕЖИМА», «ТМТ ПРЕДЕЛ.» (температура между турбинами предельная) и «РЕВЕРС». РУД находился на упоре МГ или в зоне площадки перед упором МГ, а рычаг управления винтом в зоне, соответствующей взлётному режиму работы двигателя. Лопасти воздушного винта в момент столкновения находились в положении около 15º, что соответствует положению РУД на МГ. Из справки заместителя главного инженера ОАО «Смоленский авиационный завод» от 18 февраля 2010 года:
«Основные установочные углы лопастей ВВ составляют: на упоре „старт“ +15º, „БЕТА-режим“ +15º÷ +8º, в положении „флюгер“ +82º и в положении „реверс“ минус 18,5º. Регулятор оборотов ВВ кинематически связан с вращающимся подвижным диском ВВ, который кинематически связан с лопастями ВВ и при изменении угла установки лопастей перемещается вдоль оси вращения винта. При установке лопастей ВВ на угол +8º и меньше, срабатывает концевой выключатель, расположенный на регуляторе оборотов, и загорается лампа индикатора „РЕВЕРС“. Одновременно с подачей питания на лампу индикатора „РЕВЕРС“, питание подается на блок ограничителя параметров двигателя и загорается лампа индикатора „АВТ.ОГР.РЕЖИМА“. Время полного реверсирования силовой установки с режима МГ составляет примерно ≈ 3 сек. Таким образом, включение световых табло „РЕВЕРС“ и „АВТ.ОГР.РЕЖИМА“ происходит при перемещении РУД за упор „МГ“ в область „БЕТА- режим“ и реверсирования при достижении угла установки лопастей ВВ ≤ +8º.
Загорание табло „ТМТ ПРЕДЕЛ“ возможно в случае превышения температуры между турбинами 770—800°С. При этом происходит перегорание предохранителя 0,63А и табло „ТМТ ПРЕДЕЛ“ горит постоянно до установки исправного предохранителя. Заброс температуры может произойти при резком перемещении РУД с взлётного режима на режим реверса и обратно.
Включение светового табло „УБАВЬ РЕЖИМ“ происходит при превышении ограничений по одному из следующих параметров: частота вращения турбокомпрессора 101—103 % (при tнв ≥-20 °C), частота вращения воздушного винта 2121—2163 об/мин, крутящий момент Мкр=103-106 % и температура ТМТ 737—766 °C».

### Действия аварийно-спасательных и пожарных команд
Д-И визуально наблюдал падение самолёта. С помощью бинокля он нашел место катастрофы и увидел, что самолёт разрушен и пожара нет. В 11:02 Д-И по телефону сообщил о катастрофе оперативному дежурному 12 отряда федеральной противопожарной службы города Коркино и в РЦ ЕС ОрВД Челябинск. Отправил к месту катастрофы фельдшера медпункта НП УТЦ АОН «Авиакомпания „Челавиа“ и часть лётного и технического состава, находившегося на земле. В 11:10 разрешил взлёт пилоту самолёта Р-92 Echo Super RA-0153G для осмотра с воздуха места катастрофы. С борта RA-0153G сообщили, что самолёт разрушен и вокруг стоят люди, не подходят к самолёту. Приехавшие на машинах сообщили, что все погибли. Первыми к месту АП прибыли работники частной охранной организации „Скала“ и завода „Карбокерамик“. Отрывок из протокола допроса 1-го свидетеля от 16 декабря 2009 года:
„После этого я услышал сильный рёв двигателя, хлопок (удар) о землю и увидел столб снежной пыли. После падения самолёта, я сразу же побежал к месту его падения“.
Отрывок из протокола допроса 3-го свидетеля от 16 декабря 2009 года: „Я сразу же вышел из помещения КПП и проследовал вслед за работниками, которые устанавливали ель перед административным зданием, бежавшими на выход с территории завода в сторону поля. Пробежав около 800 метров, я увидел, что на земле находится самолёт, который, как я понял, потерпел крушение….“.
В 11:08 оперативный дежурный центрального пункта связи 12 отряда федеральной противопожарной службы передал информацию о катастрофе в „Службу оперативного обеспечения пожарной связи Центра управления силами по Челябинской области“. К месту катастрофы была направлена следующая техника с пожарными расчетами:
АЦ-40 210 пожарной части областного государственного учреждения противопожарной службы (ПЧ ОГУ ППС) Челябинской области по охране посёлка Октябрьский, время прибытия — 11:22;
АЦ-40 107 ПЧ ОГУ ППС Челябинской области по охране посёлка Роза, время прибытия — 11:28;
АЦ-40 37 пожарная часть 12 отряда федеральной противопожарной службы (ОФПС) по охране Коркинского района, время прибытия — 11:30;
Автомобиль штабной 6 ОФПС, время прибытия — 11:32;
Автомобиль штабной службы пожаротушения центра управления силами (СПТ ЦУС), время прибытия — 11:58;
Автомобиль поисково-спасательной службы Челябинской области, время прибытия — 12:00;
Оперативно-мобильный комплекс генерального управления МЧС России по Челябинской области, время прибытия — 12:17.

## Расследование

### Поступление информации в Межгосударственный авиационный комитет
Информация о катастрофе поступила в Межгосударственный авиационный комитет (МАК) в 11:55 (UTC) 13 декабря 2009 года. Для расследования катастрофы приказом заместителя Председателя Межгосударственного авиационного комитета — Председателя Комиссии по расследованию авиационных происшествий от 14 декабря 2009 года № 32/488-Р была назначена комиссия, председатель Комиссии — В. Н. Пестов. Специалисты МАК вылетели на место катастрофы. Предварительное следствие проводилось Уральским следственным управлением на транспорте Следственного комитета при прокуратуре РФ. Расследование началось 14 декабря 2009 года.

### Рассмотренные комиссией версии
МАК рассмотрел 7 версий катастрофы:
Взлёт с убранными закрылками;
Искажение показаний скорости из-за отсутствия обогрева приёмник полного давления;
Столкновение самолёта с птицами или другими объектами;
Отказ системы управления самолёта;
Отказ двигателя после взлёта;
Непреднамеренное вмешательство в управление ВС;
Ошибка КВС в технике пилотирования.

### Версия взлёта с убранными закрылками
Версия взлёта с убранными закрылками не нашла подтверждения. Для взлёта с убранными закрылками при G=3200 килограмм скорость отрыва самолёта должна быть не менее 160 километров в час. На основании анализа расшифровки полётной информации, записанной GPS Garmin-276, скорость отрыва составила около 120 километров в час. Отрывок из ответа заместителя главного конструктора НФК „Техноавиа“ по аэродинамике и сертификации от 25 января 2010 года:
Записи высоты и скорости движения самолёта 13.12.2009 исключают возможность выполнения данного взлёта с убранными закрылками. Отрыв самолёта был выполнен на скорости около 120 км/час, что однозначно указывает на выпущенные закрылки. При убранных закрылках и весе самолёта G=3200 кг отрыв от ВПП на скорости менее 160—170 км/час невозможен по тангажу самолёта.

### Версия искажения показаний скорости из-за отсутствия обогрева ППД
Версия появилась после исследования панелей световой сигнализации кабины самолёта, когда было установлено, что лампа индикатора „ОБОГРЕВ ПП“ была выключена в момент столкновения самолёта с земной поверхностью. Отсутствие обогрева ППД в условиях обледенения могло привести к искажению показаний скорости в кабине пилотов. По данным авиационной метеорологической станции гражданской Челябинск опасных для полёта самолёта метеорологических явлений 13 декабря 2009 года не прогнозировалось, метеорологических условий для обледенения не было. Из ответа заместителя главного конструктора НФК „Техноавиа“ по аэродинамике и сертификации от 25 января 2010 года по вопросу искажения скоростей в кабине пилотов при наличии обледенения и включенном обогреве ППД следует, что показания прибора УС-350 могут быть либо нормальными, либо более низкими, чем действительная приборная скорость полёта, но более высокими они быть физически не могут. Отрывок из справки о синоптической обстановке в районе аэродрома Калачево авиационной метеорологической станцией гражданской (АМСГ) Челябинск-Баландино № 58 от 14 декабря 2009 года:
„Учитывая, что на всех уровнях значения температуры воздуха на аэрологической диаграмме располагается значительно правее от значений температуры насыщения надо льдом, обледенение при данных условиях невозможно“.
Отрывок из ответа заместителя главного конструктора НФК „Техноавиа“ по аэродинамике и сертификации от 25 января 2010 года:
„В отсутствии условий обледенения, показания указателя скорости УС-350 не зависят от обогрева. На самолёте СМ-92Т RA-0257G применена система с запиткой УС-350 статическим давлением из кабины самолёта и запиткой полным давлением от приемника полного давления. В случае начала обледенения статическое давление в кабине не искажается, значение полного давления может искажаться или даже пропадать при полном перекрытии канала льдом. В любом случае давление, принимаемое приемником полного давления, не может превышать действительных величин полного давления набегающего потока. Поэтому при не включении обогрева ПВД и обледенении приемника показания прибора УС-350 могут быть либо нормальными, либо более низкими, чем действительная приборная скорость полёта. Но более высокими они быть физически не могут“.
Вследствие этого, данная версия не нашла подтверждения.

### Версия столкновения самолёта с птицами или другими объектами
При осмотре самолёта на месте катастрофы и при его эвакуации, на планере самолёта, в пилотской кабине, салоне самолёта, двигателе и воздушном винте следов столкновения с птицами (перьев, фрагментов птиц) не обнаружено. 13 декабря 2009 года зондирование атмосферы в Челябинской области не проводилось.
Эта версия не нашла подтверждения.

### Версия отказа системы управления самолёта
Для осмотра элементов системы управления элеронами, рулём высоты, рулём направления и триммером руля высоты была вскрыта обшивка крыла и планера самолёта. Проведен осмотр всех труб тяг управления, тросовой проводки и качалок. Детали системы управления самолётом имеют множество деформаций и разрушений. На основании осмотра сделан вывод, что все повреждения и разрушения элементов конструкции управления самолётом образовались в результате удара самолёта в момент катастрофы. Проведен осмотр закрылков и винтовых механизмов управления закрылками. Закрылки справа и слева находятся в положении „убрано“. Положение их зафиксировано винтовыми механизмами. Винтовые механизмы управления закрылками находятся на своих местах и не имеют повреждений. При приложении усилий к задней кромке закрылка, как на правом, так и на левом полукрыле, перемещения отсутствуют. Разницы в углах отклонения между правой и левой секциями не обнаружено. Рычаг управления закрылками в кабине пилотов находится в положении „Убрано“.
Данная версия не нашла подтверждения

### Версия отказа двигателя после взлёта
Периодическое техническое обслуживание двигателя проводилось своевременно. Выявление дефектов, влияющих на работу двигателя, в формулярах не отмечено.
Заправка самолёта перед взлётом составляла 661 килограмм, время полёта составило 57 секунд. Из результатов испытаний пробы топлива в лаборатории войсковой части 22724 (города Челябинска) от 17 декабря 2009 года следует, что самолёт был заправлен авиационным керосином РТ, соответствующим ГОСТ 10227-86. В авиационном керосине РТ процентное содержание жидкости „И“ составляло 0,1 %, что соответствует требованиям п. 2.6.2.2. руководства по лётной эксплуатации (РЛЭ) самолёта СМ-92Т RA-0257G. Отрывок из РЛЭ самолёт СМ-92Т RA-0257G:
2.6.2. Применяемые виды топлива и масла.
2.6.2.1. применяемые виды топлива
Для применения на данном типе двигателя применяется топливо следующих сортов:
1. РТ по ST SEV 5024-85 или по ГОСТ 10227-86 или по ЧСН 65 6520.
2.6.2.2. Одобренные топливные добавки.
При необходимости допускается добавлять в топлива РТ, ТС-1 и Т-1 следующие жидкости:
1. И по ГОСТ 8313-76 — 0,3 %, не более;
2. И-М по ТУ 6-10-1458-79 — 0,15 % не более.
Направление разрушения втулки воздушного винта, состояние лопастей воздушного винта и расположение одной из них, отлетевшей при ударе о землю, относительно самолёта характерны для столкновения воздушного винта с земной поверхностью с передачей мощности от двигателя на втулку воздушного винта.
О рабочем состоянии двигателя до столкновения с землёй свидетельствует положение стрелки на индикаторе температуры между турбинами ЛУН 1370.02-8. Стрелка зафиксировалась на отметке шкалы 760°С.
Очевидцы катастрофы, находившиеся на территории завода „Карбокерамик“, который расположен в 330 метрах от места катастрофы, слышали сильный рёв двигателя до момента столкновения самолёта с земной поверхностью.
Вследствие этого, данная версия не нашла подтверждения подтверждения.

### Версия непреднамеренного вмешательства в управление самолёта
Тандем парашютистов, № 1 и № 2, располагался сидя на полу, на месте демонтированного правого кресла пилота. При рассмотрении версии были проведены измерения высоты аналогичного парашюта на сидящем на полу парашютисте, ростом, аналогичным погибшему тандем-инструктору. Полученные измерения были сравнены с представленным ООО „СмАЗ“ эскизами кабины пилотов и штурвала.
Расстояние от пола до верха парашюта составляет 590—620 миллиметров, высота оси штурвала от пола кабины в положении „на себя“ — 613 мм, а в положении от себя — 577.4 миллиметра, ход штурвала — 226 миллиметров.
При отсутствии защиты органов управления от несанкционированного вмешательства, при снятом кресле правого пилота, вполне возможно зацепление верхом парашюта за штурвал при эволюциях ВС по тангажу и желании тандема сохранить свое местоположение. В предыдущих полётах на десантирование парашютистов отмечались случаи повреждения на центральном пульте (его задней части), были отломаны нажимные головки АЗС спутникового телефона» при перемещении парашютистов к выходу на десантирование. Отрывок из объяснительной записки авиатехника ООО "Авиационная компания «ЧелАвиа» от 18 января 2010 года:
«II вопрос: какие повреждения (случайные) в кабине самолёта случались при выброске парашютистов.
На центральном пульте (задняя часть) были отломаны нажимные головки АЗС спутникового телефона».
При отрицательном угле тангажа самолёта более 15º вполне возможно зажатие штурвала в положение «от себя» защитным шлемом парашютиста или верхней частью парашюта из-за смещения тандема в сторону приборной доски.
Рычаг управления закрылками находится на центральном пульте и имеет три фиксированных положения: «УБР», «взлёт» и «ПОСАДКА». Для постановки рычага управления в любое из трех указанных положений необходимо приподнять его вверх на 7 мм и передвинуть в требуемое положение. Возможность случайного перемещения рычага управления закрылками исключена.
Таким образом, при эволюциях самолёта относительно продольной оси и отсутствия защиты штурвала, не исключено прямое воздействие парашютистов на органы управления самолёта, а также отвлечение внимания КВС от пилотирования на перемещения тандема для исключения их несанкционированного воздействия на штурвал.
Эта версия является наиболее вероятной.

### Версия ошибки КВС в технике пилотирования
По сохранившимся в GPS Garmin-276С записям полётной информации, с участием летчиков-испытателей, был проведен анализ техники пилотирования КВС в полётах: 8, 15, 21, 22 ноября и 12 декабря 2009 г. Установлено:
1. Во всех проанализированных полётах (за исключением контрольного облета 22 ноября 2009 года) набор высоты после взлёта выполнялся на скоростях значительно ниже, установленных РЛЭ. Кроме того, при выполнении снижений КВС допускал превышения максимальной эксплуатационной скорости.
2. В полётах 8, 15 ноября, 12 декабря 2009 г. КВС нарушал установленный РЛЭ порядок взлёта и набора высоты. Уборка закрылков выполнялась на более низких скоростях по сравнению с рекомендованными РЛЭ.
3. Увеличение скорости в процессе и после уборки закрылков происходит за счет уменьшения угла наклона траектории (темпа набора высоты).
Таким образом, на основании проведенного анализа, выявлены существенные недостатки в технике пилотирования КВС в части выдерживания рекомендуемых РЛЭ скоростей на различных этапах полёта.
Сваливание произошло на скоростях, больших скоростей сваливания в горизонтальном полёте с единичной перегрузкой, и могло быть вызвано следующими причинами:
Манёвр самолёта в вертикальной плоскости с созданием вертикальной перегрузки, превышающей располагаемые запасы;
Начало выполнения разворота с созданием вертикальной перегрузки, превышающей располагаемые запасы;
Быстрое смещение центра тяжести самолёта назад из-за перемещения парашютистов при угле тангажа более 20º, что по расчетам изменяло центровку ВС до 41,1 % средней аэродинамической хорды (САХ). При отвлечении внимания КВС от пилотирования (на парашютистов) данный факт мог привести к быстрому росту угла атаки до закритических значений;
Непреднамеренное вмешательство в управление самолёта (отклонение штурвала на кабрирование тандемом парашютистов при его смещении назад).
Однозначно определить причину выхода самолёта на режим сваливания не представилось возможным, так как самолёт не был оснащён бортовыми самописцами (чёрными ящиками). Наиболее вероятной причиной выхода самолёта на закритические углы атаки является быстрое смещение центровки назад при одновременном отвлечении внимания КВС на события, происходящие в салоне, и возможное воздействие тандема на штурвал. Согласно РЛЭ, при сваливании, КВС должен был немедленно отдать штурвал от себя за нейтраль при нейтральном положении руля направления и элеронов, обеспечить рост скорости за счет перевода самолёта на снижение. Управляемость в продольном и путевом каналах сохраняется как на лётных, так и на закритических углах атаки. Поперечная управляемость ухудшается лишь на закритических углах атаки.
Отсутствие на самолёте световой и звуковой сигнализации, предупреждающей о приближении к сваливанию, и заметных естественных признаков (тряска и так далее) приближения к критическим режимам, не позволило КВС своевременно распознать и предотвратить развитие аварийной ситуации, и переход самолёта в правый крутой штопор. Нельзя также исключать воздействие тандема парашютистов на штурвал управления при попытках вывести самолёт из сваливания и штопора. Отрывок из РЛЭ типа СМ-92Т:
пункт 4.7. Режим штопора определяется по энергичному движению носа самолёта вниз и вбок с дальнейшим развитием угловой скорости рыскания без роста скорости выше 150 км/ч. Угловая скорость рысканья составляет около 90÷120º. Угол тангажа в установившемся штопоре −50º÷-70º.
Для вывода самолёта из штопора КВС должен был установить все рули нейтрально, перевести рычаг управления двигателем (РУД) в положение малого газа (МГ) и энергично и полностью отклонить руль направления против вращения. Восстановить фактические действия КВС при отсутствии на самолёте средств объективного контроля не представляется возможным.
В момент катастрофы в самолёте работали индикаторы «УБАВЬ РЕЖИМ», «АВТ.ОГР.РЕЖИМА», «ТМТ ПРЕДЕЛ.» (температура между турбинами предельная) и «РЕВЕРС». Рычаг управления двигателем находился на упоре малого газа (МГ) или в зоне площадки перед упором МГ, а рычаг управления винтом в зоне соответствующей взлётному режиму работы двигателя. Лопасти воздушного винта в момент столкновения находились в положении около 15º, что соответствует положению РУД на МГ. Одновременное горение указанных ламп возможно только при «нештатной» работе КВС с органами управления двигателем и/или непреднамеренном воздействии на них со стороны парашютистов. При переводе РУД с больших режимов на площадку реверсных режимов отключается автоматическое управление оборотами ВВ и включается прямое управление ВВ от РУД, при этом происходит заброс температуры газов между турбинами до 737—766 °C и загорается сигнальная лампа «УБАВЬ РЕЖИМ». При дальнейшем повышении температуры до 770—800°С загорается сигнальная лампа «ТМТ ПРЕДЕЛ», перегорает установленный в цепи предохранитель и указанная лампа горит постоянно до его замены. При нахождении РУД в зоне реверсных режимов и перестановке лопастей воздушных винтов на угол +8º и меньше срабатывает концевой выключатель, расположенный на регуляторе оборотов ВВ, и загорается сигнальная лампа «РЕВЕРС». Одновременно питание подается на блок ограничителя параметров двигателя и загорается сигнальная лампа «АВТ.ОГР.РЕЖИМА». Если непосредственно перед столкновением с землёй перевести РУД в район малого газа, лопасти успевают переложиться с реверсных углов на угол около 15º и указанные выше сигнальные лампы остаются во включенном состоянии. Не исключается также вероятность повторного загорания сигнальных ламп «АВТ.ОГР.РЕЖИМА» и «РЕВЕРС» от концевого выключателя, расположенного непосредственно на регуляторе оборотов ВВ, при его замыкании в момент разрушения при столкновении самолёта с землёй. Таким образом, вероятно, перед столкновением с землёй, КВС резко перевел РУД в область реверсных режимов, а непосредственно перед (или в момент) столкновением РУД был переведен в район МГ, что вызвало горение лампы индикаторов «УБАВЬ РЕЖИМ», «АВТ.ОГР.РЕЖИМА», «ТМТ ПРЕДЕЛ.» и «РЕВЕРС». Изменение звука работы двигателя при перестановке лопастей воздушного винта перед столкновением с землёй подтверждают показания очевидцев АП. Отрывок из справки заместителя главного инженера ОАО «Смоленский авиационный завод» от 18 февраля 2010 года:
«Основные установочные углы лопастей ВВ составляют: на упоре „старт“ +15º, „БЕТА-режим“ +15º÷ +8º, в положении „флюгер“ +82º и в положении „реверс“ минус 18,5º. Регулятор оборотов ВВ кинематически связан с вращающимся подвижным диском ВВ, который кинематически связан с лопастями ВВ и при изменении угла установки лопастей перемещается вдоль оси вращения винта. При установке лопастей ВВ на угол +8º и меньше, срабатывает концевой выключатель, расположенный на регуляторе оборотов, и загорается лампа индикатора „РЕВЕРС“. Одновременно с подачей питания на лампу индикатора „РЕВЕРС“, питание подается на блок ограничителя параметров двигателя и загорается лампа индикатора „АВТ.ОГР.РЕЖИМА“. Время полного реверсирования силовой установки с режима МГ составляет примерно ≈ 3 сек. Таким образом, включение световых табло „РЕВЕРС“ и „АВТ.ОГР.РЕЖИМА“ происходит при перемещении РУД за упор „МГ“ в область „БЕТА- режим“ и реверсирования при достижении угла установки лопастей ВВ ≤ +8º.
Загорание табло „ТМТ ПРЕДЕЛ“ возможно в случае превышения температуры между турбинами 770—800°С. При этом происходит перегорание предохранителя 0,63А и табло „ТМТ ПРЕДЕЛ“ горит постоянно до установки исправного предохранителя. Заброс температуры может произойти при резком перемещении РУД с взлётного режима на режим реверса и обратно.
Включение светового табло „УБАВЬ РЕЖИМ“ происходит при превышении ограничений по одному из следующих параметров: частота вращения турбокомпрессора 101—103 % (при tнв ≥-20 °C), частота вращения воздушного винта 2121—2163 об/мин, крутящий момент Мкр=103-106 % и температура ТМТ 737—766 °C».
Эта версия является наиболее вероятной.

### Причины катастрофы
Расследование закончилось 23 апреля 2010 года и комиссия Международного авиационного комитета сделала данное заключение:
"Катастрофа самолёта СМ-92Т RA-0257G произошла в результате его сваливания в штопор в наборе высоты после взлета и могла явиться следствием сочетания следующих неблагоприятных факторов:
```
  - нарушение установленной РЛЭ процедуры набора высоты после взлёта в части выдерживания скоростей полета;
```

```
  - выполнение полётов на десантирование парашютистов на самолёте, не предназначенном для данного вида полетов. Полет выполнялся со снятыми пассажирскими креслами и креслом правого пилота. Меры, исключающие смещение парашютистов в салоне и изменение центровки ВС, а также по защите органов управления от несанкционированного вмешательства, приняты не были;
```

```
  - выполнение взлета с превышением максимальной взлетной массы самолета;
```

```
  - отсутствие на самолете световой и звуковой сигнализации предупреждения о приближении сваливания;
```

```
  - малая высота полёта не позволила КВС вывести самолет из штопора. Нельзя исключить непреднамеренного воздействия на штурвал управления со стороны парашютистов».
```

Причинами катастрофы, предположительно, стали ошибки экипажа (КВС), конструктивный недостаток и непреднамеренное вмешательство в управление самолёта.

### Комментарии
1. ↑  Здесь и далее будет называться «частным лицом»
2. ↑  Здесь шло перечисление комплектации данного самолёта
3. ↑  Здесь и далее указано екатеринбургское время — YEKT